# Социальная инклюзия
Социальная инклюзия — процесс, направленный на обеспечение равного участия всех граждан в общественной, экономической и культурной жизни. Она включает устранение барьеров, препятствующих доступу уязвимых групп населения к услугам социального обеспечения, образованию, здравоохранению и трудовой занятости.

## Описание
Социальная инклюзия подразумевает: устранение дискриминации в отношении уязвимых групп, таких как лица с инвалидностью, мигранты, пожилые люди и бездомные; обеспечение равного доступа к государственным и общественным ресурсам; повышение уровня социальной справедливости и снижение неравенства.
Основные элементы социальной инклюзии — это доступность инфраструктуры и услуг (создание безбарьерной среды для лиц с ограниченными возможностями); образование (программы для повышения профессиональных навыков и трудоустройства); экономическая поддержка (субсидии на жильё, гарантированный минимальный доход, пособия для уязвимых категорий граждан) и правовая защита (обеспечение прав на равный доступ к услугам и справедливое рассмотрение обращений).

## Международное регулирование
- Конвенция ООН о правах инвалидов (CRPD): закрепляет права лиц с ограниченными возможностями на равное участие в жизни общества.
- Цели устойчивого развития ООН: охватывают задачи по сокращению бедности и устранению социальной изоляции.
- Европейский Союз: включает программы, направленные на снижение неравенства через фонд Европейской социальной помощи (ESF+).

## Социальная инклюзия в разных странах
1. Россия: Социальная политика акцентируется на адресной поддержке малоимущих граждан и развитии инклюзивного образования.
2. США: Закон об американцах с ограниченными возможностями (ADA) гарантирует равный доступ к общественным услугам и трудоустройству.
3. Европа: Программа «Европа 2020» поддерживает трудоустройство, образование и интеграцию мигрантов.